# Cavendishia copeensis
Cavendishia copeensis är en ljungväxtart som beskrevs av J.L. Luteyn. Cavendishia copeensis ingår i släktet Cavendishia och familjen ljungväxter. Inga underarter finns listade i Catalogue of Life.